# Кемпених
Кемпених (њем. Kempenich) општина је у њемачкој савезној држави Рајна-Палатинат. Једно је од 74 општинска средишта округа Арвајлер. Према процјени из 2010. у општини је живјело 1.890 становника. Посједује регионалну шифру (AGS) 7131502.

## Географски и демографски подаци
Кемпених се налази у савезној држави Рајна-Палатинат у округу Арвајлер. Општина се налази на надморској висини од 460 метара. Површина општине износи 11,9 km². У самом мјесту је, према процјени из 2010. године, живјело 1.890 становника. Просјечна густина становништва износи 159 становника/km².